# 바그마티강

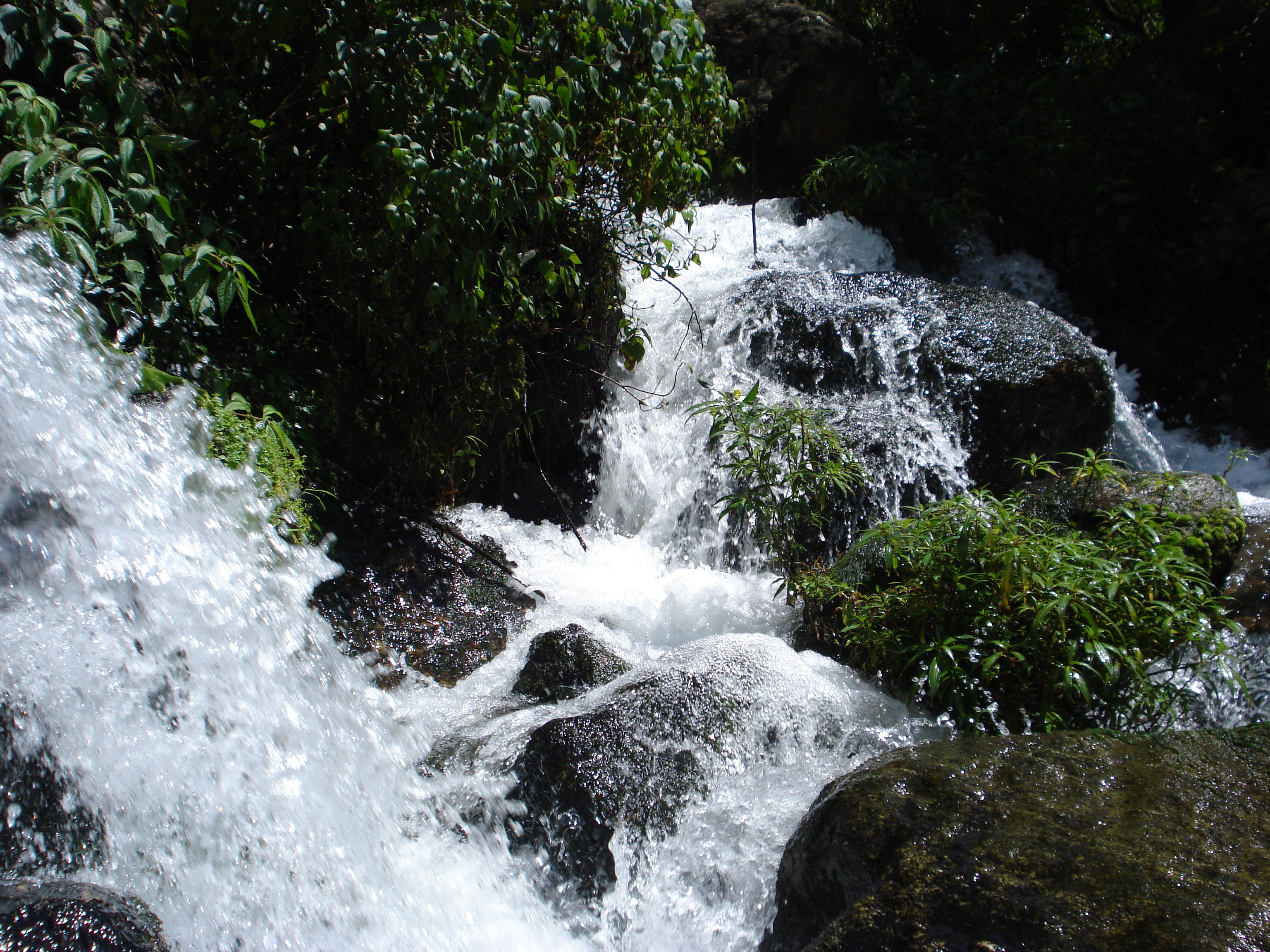
순다리잘(Sundarijal)을 흐르는 마그마티강

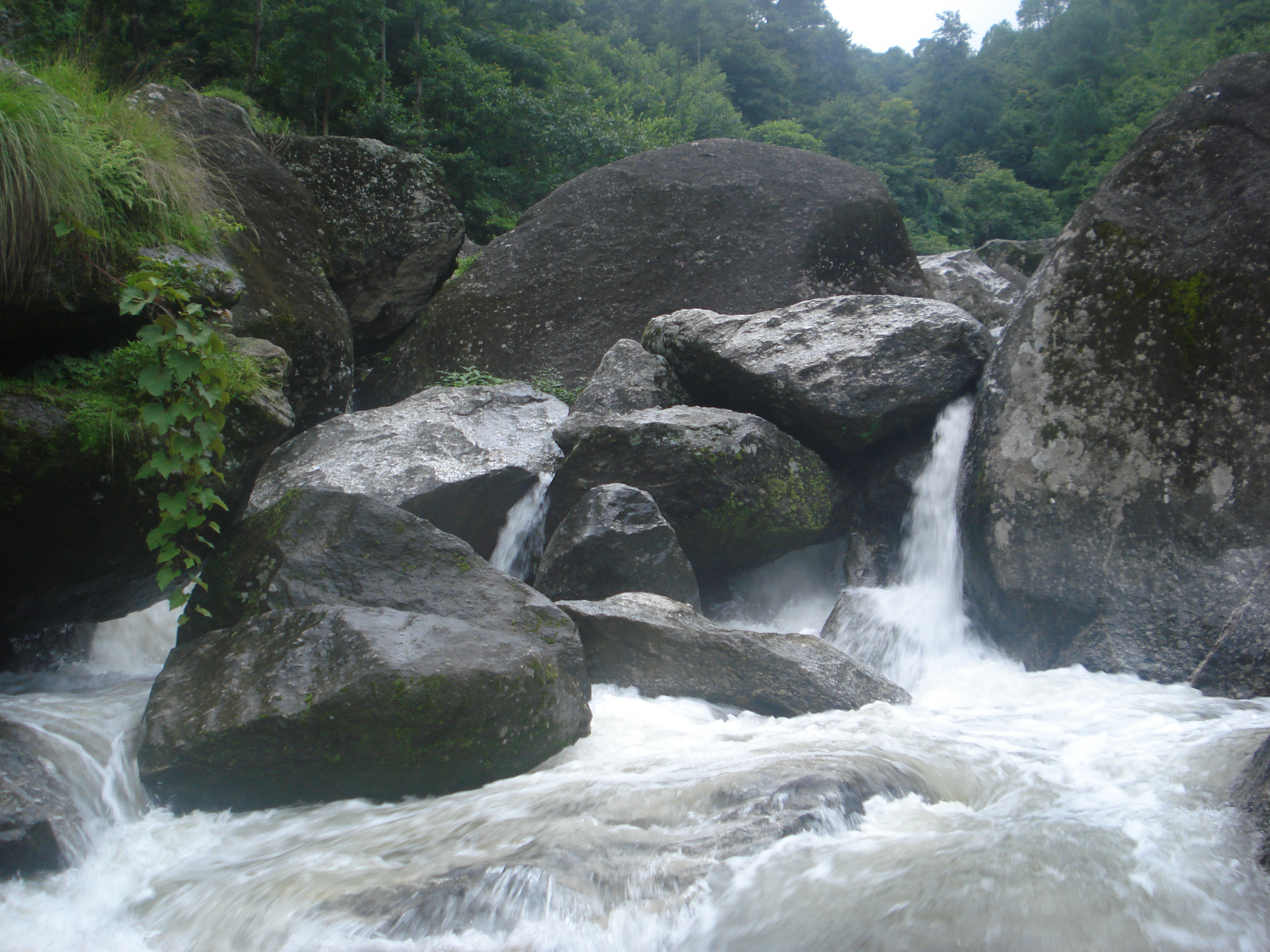
순다리잘을 흐르는 마그마티강

바그마티강은 네팔의 수도인 카트만두를 흐르는 성스러운 강인데, 카트만두 계곡의 북쪽에 있는 언덕에서 발원하여 카트만두 시내 중심을 통과한다. 힌두교 성지의 하나인 파슈파티나트 사원은 바그마티 강변에 위치하고 있는데, 특히 이 사원 주변은 화장터로 이용되고 있다.
카트만두 외에도 파탄과 박타부르 등 카트만두 계곡의 주요도시들도 바그마티강을 끼고 발달하였다.